# 阳明山角蟾
阳明山角蟾（学名：Boulenophrys yangmingensis），一种于中华人民共和国湖南省永州市双牌县阳明山发现的两栖动物，隶属于角蟾科布角蟾属。其种加词“yangmingensis”意为“阳明山的”。

## 形态特征
阳明山角蟾体型中等，雄蟾体长33.2～37.1毫米，雌蟾体长45.2毫米左右。身体背面皮肤粗糙，呈橙棕色，眶间具有镶浅色边的深色三角形斑纹，背中央具有一个不连续性的“X”形肤棱，两侧带有2个不连续的背侧肤棱；四肢背面具有4个横向肤棱；咽喉和胸部前端为紫褐色；腹部深灰色，中间有一个大的白色斑块；四肢腹面紫色；。

## 保护
本种于2023年被收录入《有重要生态、科学、社会价值的陆生野生动物名录》。